# Hilyotrogus cribratulus
Hilyotrogus cribratulus är en skalbaggsart som beskrevs av Leon Fairmaire 1893. Hilyotrogus cribratulus ingår i släktet Hilyotrogus och familjen Melolonthidae. Inga underarter finns listade i Catalogue of Life.